# 세화고등학교 (제주)
세화고등학교(細花高等學校)는 대한민국 제주특별자치도 제주시 구좌읍 세화리에 있는 공립 고등학교이다.

## 학교 연혁
- 1952년 6월 13일 : 세화고등학원 설립 인가
- 1952년 9월 1일 : 세화고등학원 개원
- 1953년 4월 1일 : 세화고등학원 개교
- 1954년 5월 22일 : 세화고등학교 문교부 인가(6학급)
- 1954년 5월 31일 : 초대 윤승희 교장 부임
- 1968년 9월 1일 : 세화중학교 분리
- 1975년 1월 8일 : 학교 이설
- 1999년 6월 1일 : 문주란의 집(급식소) 개관
- 1999년 11월 12일 : 비원체육관 개관
- 2006년 11월 1일 : 비원도서관 개관
- 2007년 3월 1일 : 제주형자율학교(i-좋은학교) 시범학교 운영(~2009.2.28.)
- 2008년 10월 9일 : 비원학사(기숙사) 개관
- 2014년 4월 7일 : 비원도서관 신축
- 2015년 7월 3일 : 한국의 명품고등학교 선정[(사)한국학교교육연구원]
- 2019년 3월 1일 : 고교학점제 선도학교 운영(~2025.2.28.)
- 2024년 3월 1일 : 제33대 윤철훈 교장 부임
- 2025년 1월 3일 : 제70회 졸업식(163명, 총 졸업생 13,792명)
- 2025년 3월 4일 : 제73회 입학식(226명)

## 참고 자료
- 세화고등학교 - 한국교육학술정보원 학교알리미